# Croton megalocarpoides
Croton megalocarpoides es una especie de pequeño árbol de la familia Euphorbiaceae. Es originario de África oriental desde Somalia a Mozambique.

## Descripción
Es un árbol o arbusto monoico o dioico que alcanza un tamaño de  hasta 8 m de altura.

## Ecología
Se encuentra en los matorrales semi-arbóreos de hoja perenne o de bosque costero, además en el interior en mezcla de matorrales  de hoja perenne en depresiones, en los valles de los ríos, a menudo donde más agua se acumula en la base de los grandes inselbergs aislados de granito, gneis o diorita en el sur de Somalia, etc.

## Taxonomía
Croton megalocarpoides fue descrita por Friis & M.G.Gilbert  y publicado en Nordic Journal of Botany 4: 328. 1984.
Etimología
Ver: Croton
megalocarpoides: epíteto latino que significa "similar a Croton megalocarpus".